# ...Sounds Like This
…Sounds Like This é o terceiro álbum de estúdio da banda britânica Nektar, lançado em 1973.
| Críticas profissionais                                                      | Críticas profissionais |
| Avaliações da crítica                                                       | Avaliações da crítica  |
| Fonte                                                                       | Avaliação              |
| --------------------------------------------------------------------------- | ---------------------- |
| Allmusic                                                                    | [ 1 ]                  |
| Esta tabela precisa de ser acompanhada por texto em prosa. Consulte o guia. |                        |

## Faixas
Todas as faixas compostas por Nektar.

### Lado um
1. "Good Day" – 6:45
2. "New Day Dawning" – 5:02
3. "What Ya Gonna Do?" – 5:24

### Lado dois
1. "1-2-3-4" – 12:47
2. "Do You Believe in Magic?" – 7:17

### Lado três
1. "Cast Your Fate" – 5:44
2. "A Day in the Life of a Preacher" – 13:01
  - "Preacher"
  - "Squeeze"
  - "Mr. H"

### Lado quatro
1. "Wings" – 3:46
2. "Odyssee" – 14:31
  - "Ron's On
  - "Never Never Never"
  - "Da-Da-Dum"